# Surf Bungaku Kamakura
Surf Bungaku Kamakura je šesti studijski album japanskog rock sastava Asian Kung-Fu Generation, objavljen 5. ožujka 2008., osam mjeseci nakon albuma World World World. Na albumu se nalaze singlovi Fujisawa Loser, te Enoshima Escar, Yuigahama Kite i Kugenuma Surf s prijašnjih singlova Korogaru Iwa, Kimi ni Asa ga Furu, After Dark i Aru Machi no Gunjō. Pjesme na albumu su nazvane prema postajama električne željeznice Enoshima od Fujisawe do Kamakure. 

## Popis pjesama
1. Fujisawa Loser (藤沢ルーザー) - 2:45
2. Kugenuma Surf (鵠沼サーフ) - 2:28
3. Enoshima Escar (江ノ島エスカー) - 2:39
4. Koshigoe Crybaby"(腰越クライベイビー) - 3:54
5. Shichirigahama Skywalk (七里ヶ浜スカイウォーク) - 2:50
6. Inamuragasaki Jane (稲村ヶ崎ジェーン) - 3:09
7. Gokurakuji Heartbreak (極楽寺ハートブレイク) - 2:21
8. Hase Suns (長谷サンズ) - 2:56
9. Yuigahama Kite (由比ヶ浜カイト) - 3:54
10. Kamakura Goodbye (鎌倉グッドバイ) - 4:31

## Produkcija
- Masafumi Gotō - vokal, gitara, tekst
- Takahiro Yamada - bas, prateći vokali
- Kensuke Kita - gitara, prateći vokali
- Kiyoshi Ijichi - bubnjevi
- Asian Kung-Fu Generation - producent